# قاتل آمریکایی
قاتل آمریکایی (به انگلیسی: American Murderer) یک فیلم درام و جنایی آمریکایی محصول سال ۲۰۲۲ که بر اساس داستانی واقعی ساخته شده به نویسندگی و کارگردانی متیو جنتیل با بازی تام پلفری، ایدینا منزل، رایان فیلیپ، جکی ویور، پل اشنایدر، شانتل ونسانتن، کوین کوریگان و مویسس آریاس است.

## داستان
براساس داستانی واقعی روایت شده و در مورد کلاهبرداری به نام جیسون دراک براون است که از طریق مجموعه‌ای از کلاهبرداری‌ها به ثروت دست پیدا می‌کند. در این میان یک مامور ویژه اف‌بی‌آی به نام لنس لیزینگ مصمم است هر طور شده براون را دستگیر کند اما هنگامی که سرمایه براون به اتمام می‌رسد، او پیچیده‌ترین نقشه خود را طراحی می‌کند و…

## بازیگران
- تام پلفری در نقش جیسون دراک براون
- ایدینا منزل در نقش ملانی
- رایان فیلیپ در نقش لنس لیزینگ
- جکی ویور در نقش ژان
- پل اشنایدر در نقش دیوید براون
- شانتل ونسانتن
- کوین کوریگان در نقش دیوید براون پدر
- مویسس آریاس در نقش کایل والاس[۱][۲]

## تولید
فیلمبرداری در دسامبر سال ۲۰۲۰ آغاز شد، و در آوریل ۲۰۲۱ به پایان رسید.

## انتشار
قاتل آمریکایی اولین نمایش جهانی خود را در ۲۷ ژوئن ۲۰۲۲ در جشنواره فیلم تائورمینا در سیسیل پس از نمایش پنجاهمین سالگرد نمایش پدرخوانده فرانسیس فورد کاپولا داشت. در ۱۹ جولای ۲۰۲۲، در ورایتی اعلام شد که صبان فیلمز حقوق توزیع فیلم را در ایالات متحده و کانادا خریداری کرده است. برای اکران در سینماها در ۲۱ اکتبر ۲۰۲۲ و اکران دیجیتالی در ۲۸ اکتبر ۲۰۲۲ برنامه ریزی شده‌است.